# Іронія

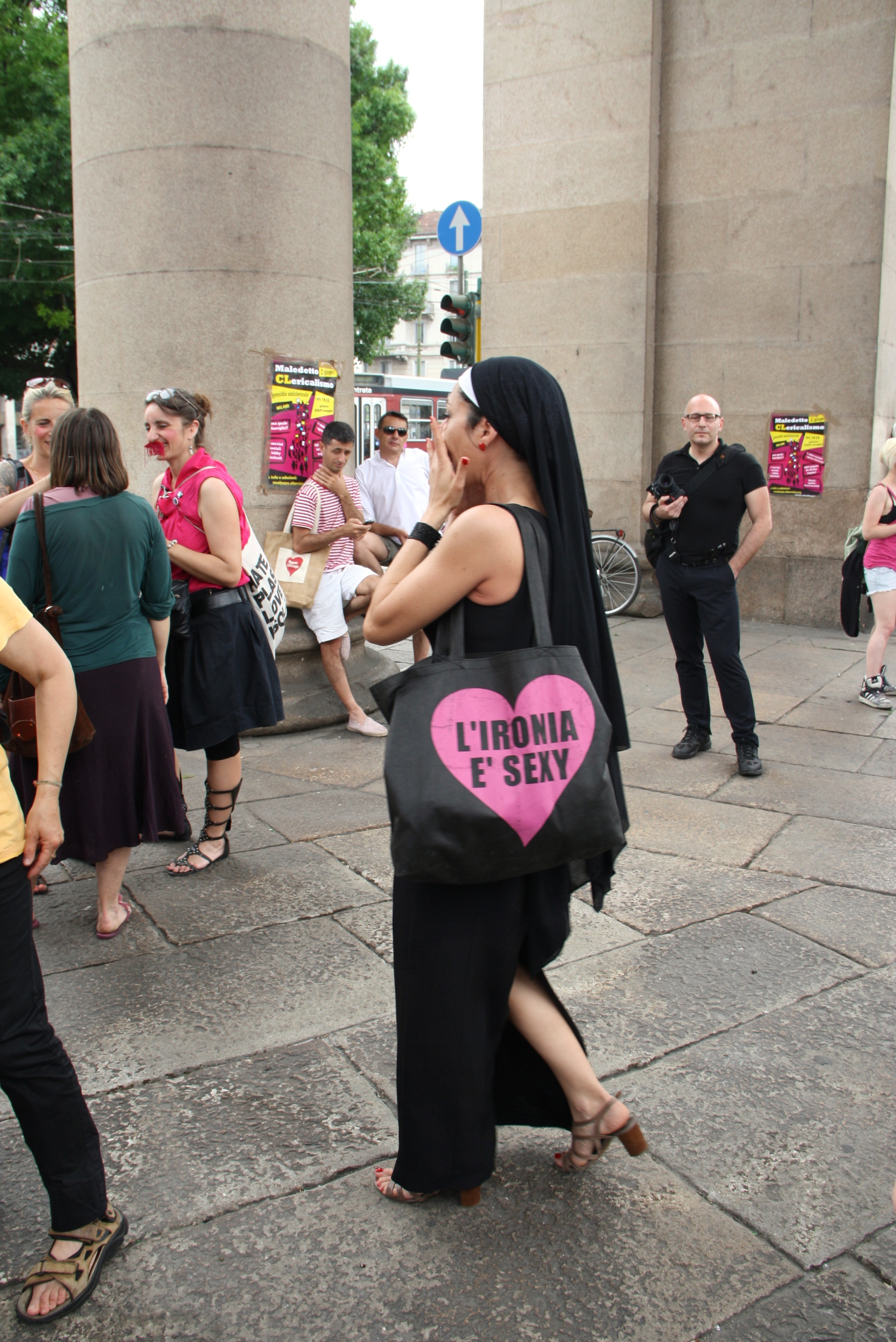
Учасниця протесту на антиклерикальному мітингу на площі Piazza XXIV Maggio в Мілані, Італія, 2 червня 2012 року. На сумці написано «Іронія - це сексуально».

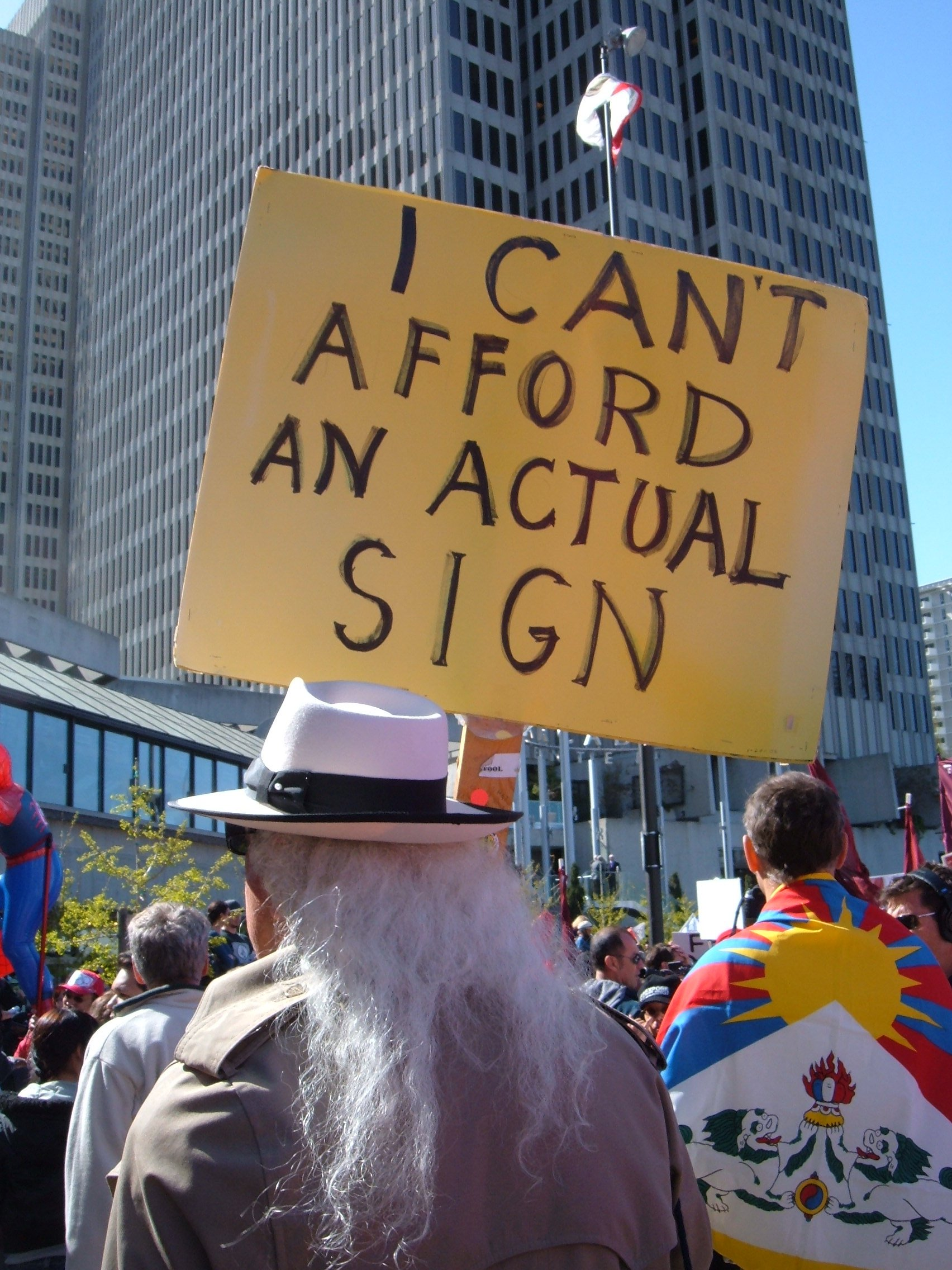
Текст англійською: «Я не можу дозволити собі справжній знак».

Іро́нія (дав.-гр. είρωνεία — лукавство, глузування, прихований гумор) — художній троп, який виражає глузливо-критичне ставлення митця до предмета зображення. Іронія — це насмішка, замаскована зовнішньою серйозністю.

## Тлумачення
Іронію, як і будь-яке складне і давнє явище мовного вираження людини, можна розглядати на багатьох рівнях, включно з тим, який зводить її іронічно-невхопний зміст до якогось одного з її значень (найчастіше до значення не поняття іронії, а до слова «іронія»), які часто можна «приписати» до якогось історичного періоду. Таким чином, розуміння іронії як процесу, як дії або енергії, залежить від досвіду її, а розуміння іронії як результату, або ергону, від інструментального знання того, що приводить до іронії, — передусім іронії, вираженої через тропи.
У стилістиці фігура, яку називають «антифразис», коли висловлювання набуває у контексті протилежного значення. 
Осмислення іронії як естетичної категорії, як ідейно-емоційної оцінки явищ дійсності сягає античності, зокрема філософії Сократа. Проте іронія Сократа заперечує реальну істину і суб'єктивне уявлення її: «Я знаю тільки те, що нічого не знаю».

## Типи

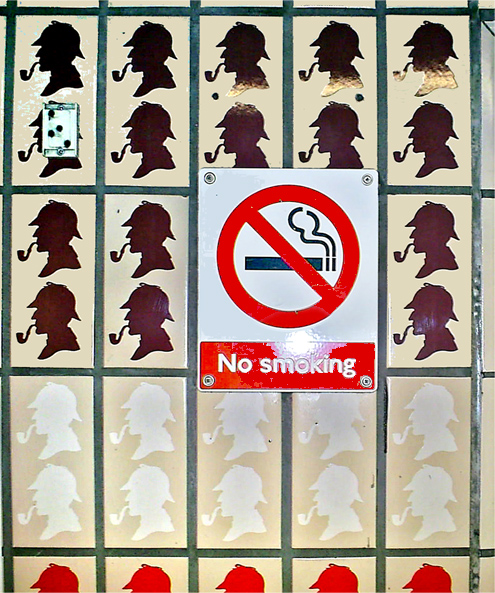
Знак «Не курити», ілюструє Шерлока Холмса, котрий курить. Станція на Бейкер-стріт.

«Нова Енциклопедія поезії та поетики Принстона» розрізняє такі види іронії:
- Класична іронія — посилання на джерела іронії в давньогрецькій комедії та те, як класичний та середньовічні риторики окреслили цей термін.
- Романтична іронія — самосвідома і самокритична форма художньої літератури.
- Космічна іронія — протиставлення абсолютного та відносного, загального та індивідуального, яке Гегель висловив фразою, «загальна [іронія] світу».[1]
- Вербальна іронія — суперечність між заявленим та задуманим значеннями.
- Ситуаційна іронія — невідповідність наміру та результату; коли результат дії суперечить бажаному чи очікуваному ефекту.
- Драматична іронія та трагічна іронія — невідповідність усвідомлення актора та спостерігача: коли слова та дії набувають значення, яке розуміє слухач чи аудиторія, але мовець чи персонаж цього не роблять; наприклад, коли персонаж каже іншому: «Побачимось завтра!», коли аудиторія (але не персонаж) знає, що герой помре до світанку. Термін найчастіше використовується, коли автор змушує персонажа говорити чи діяти помилково, через незнання певної частини правди, але про яку усвідомлює аудиторія. Трагічно іронізуючи, те, що глядачі знають про помилки, які робить герой.

Є й нові форми іронії, котрі ще не зазначені у більшості словниках:
- Постіронія — термін, що використовується для позначення стану, у якому серйозні та іронічні наміри заплутані. Однак, є сумніви щодо цієї форми іронії.

### Середньовічна іронія
Оригінальне розуміння іронії було в Україні. Теорія іронії розроблялася викладачами поетик Києво-Могилянської академії (В. Новицький, Тихін Олександрович, Йоасаф Кроковський, Стефан Яворський, Лаврентій Горка, Георгій Кониський, Феофан Прокопович, Митрофан Довгалевський та ін.). У творах XVII—XVIII століття розвивається її особлива форма — самоіронія, самонасмішка. У творах «мандрованих дяків» автори прикидаються простаками, дурниками, говорять нібито нісенітниці, але насправді — про серйозні речі, несумісні із довколишнім світом абсурду.
Іронія-запитання — улюблений прийом Григорія Сковороди. Вона виражається в глузуванні засобом іносказання, але завдання іронії та алегорії різні. Алегорія показує схожість між окремим, конкретним і чимось іншим, що є якоюсь загальною ідеєю чи принципом, і в іронії значення відмінне від сказаного, протилежне йому.

### Романтична іронія
Романтичну іронію розробили німецькі романтики (Ф. Шлегель, А. Мюллер), спрямовуючи її на літературну форму і використовуючи як засіб заперечення всього нерухомого і закостенілого. Г. В. Ф. Гегель вважав іронію романтиків суб'єктивною грою свідомості. В Україні розвивалася концепція заперечної іронії (І. Котляревський, А. Метлинський, М. Костомаров).

## Іронія в українській літературі XIX ст.
Особлива заслуга в осмисленні іронії в художній практиці належать Тарасу Шевченку. У нього вона спрямована не до суб'єкта, а до об'єкта. Насмішка не заповнює остаточно її зміст. Іроніст — це сумна людина, бо обставини буття України трагічні. Т. Шевченко створив геніальні іронічні рядки, що стали афоризмом:
«Од молдованина до фіна: На всіх язиках все мовчить,
Бо благоденствує!»
Його іронія перетворюється на засіб звинувачення антигуманних суспільних явищ, колоніальної політики царської Росії.
Франкову іронію можна назвати холодною, крижаною. Проте іронічний автор у творах І. Франка — не апатик, якому все байдуже. Письменник використовує апатію як маску, засіб розвінчання потворного.

## Іронія в українській літературі XX ст.
Українська література XX ст. (М. Хвильовий, В. Еллан (Блакитний), Остап Вишня, М. Куліш, П. Загребельний, Є. Дудар, Олег Чорногуз, Ю. Андрухович) розвиває іронію характерну для літератури XIX ст., так звану «епічну іронію» (Т. Манн.). Іронія як «об'єктивна суб'єктивність» виявляється в романах «Левине серце», «Гола душа» П. Загребельного; «Позичений чоловік», «Парад планет» Є. Гуцала, «Аристократ із Вапнярки», «Претендент на папаху» О. Чорногуза, у творах Ю. Андруховича, Є. Дударя.
Іронія є часто єдиною формою вільного погляду на світ і героя.